# تپه ده‌نو (باخرز)
تپه ده‌نو مربوط به سده‌های اولیه اسلامی است و در شهرستان باخرز، ۵۰۰ متری شمال شرق روستای ده‌نو واقع شده و این اثر در تاریخ ۳ خرداد ۱۳۸۶ با شمارهٔ ثبت ۲۰۵۹۰ به‌عنوان یکی از آثار ملی ایران به ثبت رسیده‌است.